# Marie Lebec
Pour les articles homonymes, voir Lebec.
Marie Lebec , née le 17 décembre 1990 à Vernon (Eure), est une femme politique française.
Elle s'engage en politique en devenant d'abord membre de l'UMP (devenue LR) puis intègre En marche en 2016. Depuis les élections législatives de 2017, elle est élue députée dans la 4e circonscription des Yvelines.
À l'Assemblée nationale, elle est porte-parole du groupe LREM en 2019, puis 1re vice-présidente entre 2019 et 2022.
De janvier 2024 à septembre 2024, elle est ministre chargée des Relations avec le Parlement dans le gouvernement Attal.

## Biographie

### Famille et formation
Marie Lebec naît le 17 décembre 1990 à Vernon, dans le département français de l'Eure, au sein d'une fratrie de trois enfants. Fille d'un directeur commercial dans l'informatique et d'une pharmacienne responsable dans l'industrie, elle passe son enfance dans la banlieue parisienne de Louveciennes.
Elle effectue ses études à Louveciennes, Saint-Germain-en-Laye et Chatou, dans des établissements privés catholiques, puis en Angleterre dans une public school. Elle est diplômée de l'Institut d'études politiques de Bordeaux de la promotion 2014, en affaires publiques et représentation des intérêts, et de l’université de Cardiff en affaires européennes et internationales.

### Carrière professionnelle
Elle occupe un poste de lobbyiste au sein du cabinet Euralia, dont elle se met en congé lorsqu'elle se présente aux élections législatives en 2017.

### Parcours politique

#### Débuts
Elle s'engage pour la campagne présidentielle de Nicolas Sarkozy en 2007. Elle adhère à l'Union pour un mouvement populaire (UMP), et commence à militer, notamment au sein des Jeunes populaires.
Plus tard, elle s'engage aux côtés d'André Vanhollebeke, maire de Louveciennes et président départemental des Yvelines du Nouveau Centre, pour la campagne des élections municipales de 2014. Présente en 14e position sur sa liste, elle n'est pas élue. La liste à laquelle elle appartient est reléguée dans l'opposition par une autre liste de droite, UMP, dans une campagne dure entre les deux listes qui mène à l'annulation du premier scrutin puis à la confirmation de ce premier scrutin dans une nouvelle élection.
Elle est, pendant 18 mois, attachée parlementaire du Vosgien Christian Franqueville (Parti socialiste), député-maire de Bulgnéville, à l'Assemblée nationale.

#### Députée de laXVelégislature
Challenges la présente comme « une « marcheuse » de la première heure ». Elle rejoint Les Jeunes avec Macron en 2015. En avril 2016, elle s'engage pour En marche. Elle participe à l'organisation du mouvement dans la 4e circonscription des Yvelines et à la mise en place du comité de Louveciennes[réf. nécessaire].
Elle est investie par La République en marche pour les élections législatives de 2017,,,. Alors âgée de 26 ans, elle est la benjamine des candidats LREM. Elle finance sa campagne avec 20 000 euros d’économies personnelles, qui lui sont remboursés à l'issue de la campagne,. Elle est élue le 18 juin 2017, au second tour, avec 61,39 % des suffrages exprimés face à Ghislain Fournier, maire de Chatou, candidat Les Républicains. La droite avait jusqu'alors remporté toutes les élections législatives dans cette circonscription, à la population aisée, depuis 1973.
À l'Assemblée nationale, elle est membre de la commission des Affaires économiques et vice-présidente de la délégation aux outre-mer, regroupant des députés ultra-marins et des députés métropolitains.
Le Monde indique en octobre 2017 qu'elle fait partie d'une petite dizaine de députés qui forment « la garde avancée d’Emmanuel Macron, au Palais-Bourbon comme dans les médias. Des janissaires dévoués corps et âme au chef de l’État, qui ne dépendent que de lui, ne rendent de comptes qu’à lui. »
Elle est rapporteure parlementaire du projet de loi relatif à la croissance et la transformation des entreprises (Pacte). Elle est également responsable de texte sur la Loi Climat et résilience, et s'engage sur la privatisation de la SNCF.
En septembre 2018, elle milite activement pour la candidature de Roland Lescure à la présidence du groupe La République en marche.
À partir de 2019, elle est porte-parole du groupe LREM à l'Assemblée avec une mission centrée sur les réseaux sociaux. En septembre 2019, elle devient première vice-présidente du groupe.
Le 31 juillet 2020, l'ancien ministre de l'Intérieur et ancien Délégué général de LREM Christophe Castaner, qui doit retrouver son siège de député de la seconde circonscription des Alpes-de-Haute-Provence à compter du 4 août 2020, annonce sa candidature en « ticket » avec elle à l'occasion de l'élection interne pour la présidence du groupe parlementaire LREM à l'Assemblée nationale, après la démission de Gilles Le Gendre (dont elle était la 1re vice-présidente). Élu président, Christophe Castaner la confirme au poste de 1re vice-présidente, comme il l'avait annoncé lors de sa campagne.

#### Députée de laXVIelégislature
Elle est réélue à l'occasion des élections législatives de 2022 avec 65,69 % des suffrages exprimés face à la candidate de la Nouvelle Union populaire écologique et sociale (NUPES), Céline Bourdon. À partir du 22 juin 2022, elle fait partie des députés de la XVIe législature de l'Assemblée nationale.
En mars 2023, Marie Lebec ainsi que la députée Aurore Bergé font l'objet de menaces de mort, Libération et Franceinfo précisent que cet événement engendra des infox qui prétendent que les députées auraient elles-mêmes rédigé ces menaces,.
Au cours de l'année 2023, elle s'investit notamment en faveur de la réforme des retraites.

#### Ministre chargée des Relations avec le Parlement
Elle est nommée ministre délégué chargée des Relations avec le Parlement dans le gouvernement Gabriel Attal le 11 janvier 2024. Elle est la première femme à occuper ce poste durant la Ve République.

#### Retour au Parlement
À la suite de la dissolution de l'Assemblée nationale en 2024, elle est de nouveau candidate au Parlement, toujours dans la quatrième circonscription des Yvelines. Elle obtient 41,24 % au premier tour, devant notamment Céline Bourdon candidate du Nouveau Front populaire qui arrive en seconde place avec 27,2 % des voix, suivie par Jean-François Mourtoux (LR/RN) qui réunit 20 % des voix. Elle se qualifie ainsi en tête pour le second tour dans une triangulaire,. Elle est finalement réélue dans la circonscription où elle avait été élue députée, avant de devenir ministre, avec 50,7 % des suffrages et une participation de 70,7 %, devançant Céline Bourdon du Nouveau Front populaire qui réunit 27 % des voix, et Jean-François Mourtoux, candidat des Républicains également soutenu par le Rassemblement national, à 22,4 %.